# جمیل آرتیس
جمیل آرتیس (انگلیسی: Jamel Artis؛ زادهٔ ۱۲ ژانویهٔ ۱۹۹۳) بازیکن بسکتبال اهل ایالات متحده آمریکا است.
از باشگاه‌هایی که در آن بازی کرده‌است می‌توان به نیویورک نیکس اشاره کرد.